# Pont Ludwig-Ferdinand
 Le pont Ludwig Ferdinand, nommé en l'honneur de Louis-Ferdinand de Bavière, est un pont en arc en fer et en béton armé surplombant le canal de Nymphembourg à Munich. 

## Emplacement
Le pont Ludwig-Ferdinand relie la Notburgastraße à la Menzinger Straße. Son sommet offre une vue directe sur le château de Nymphenburg. 

## Histoire
À l'origine, aucun pont n'était prévu pour le canal du château entre les allées menant au palais de Nymphenburg, juste à l'extérieur de Munich. Plus tard, une passerelle piétonne a été créée. À mesure que la ville grandissait, le développement et le réseau routier continuaient à progresser vers le château. Le bureau de la Cour royale a finalement commandé un pont pour répondre aux exigences esthétiques du voisinage immédiat du palais royal et des ruelles des deux côtés. En 1892, il fut construit selon les plans de l'architecte Friedrich von Thiersch comme pont routier à voie unique d'une portée de 17,30 m et d'une hauteur de flèche de 1,88 m. Le pont de style Monier a été la première arche en béton armé à Munich. En 1914, le pont du côté faisant face au château a été élargi de 8,80 m pour accueillir les voies de tramway. Les parapets, les pylônes, les murs en aile et le panneau avant cintré ont été retirés puis remis en place devant le nouvel arc du pont. En 1956, le pont a été sensiblement modifié et à nouveau élargi à 33 m. En 1992, il a été rénové.

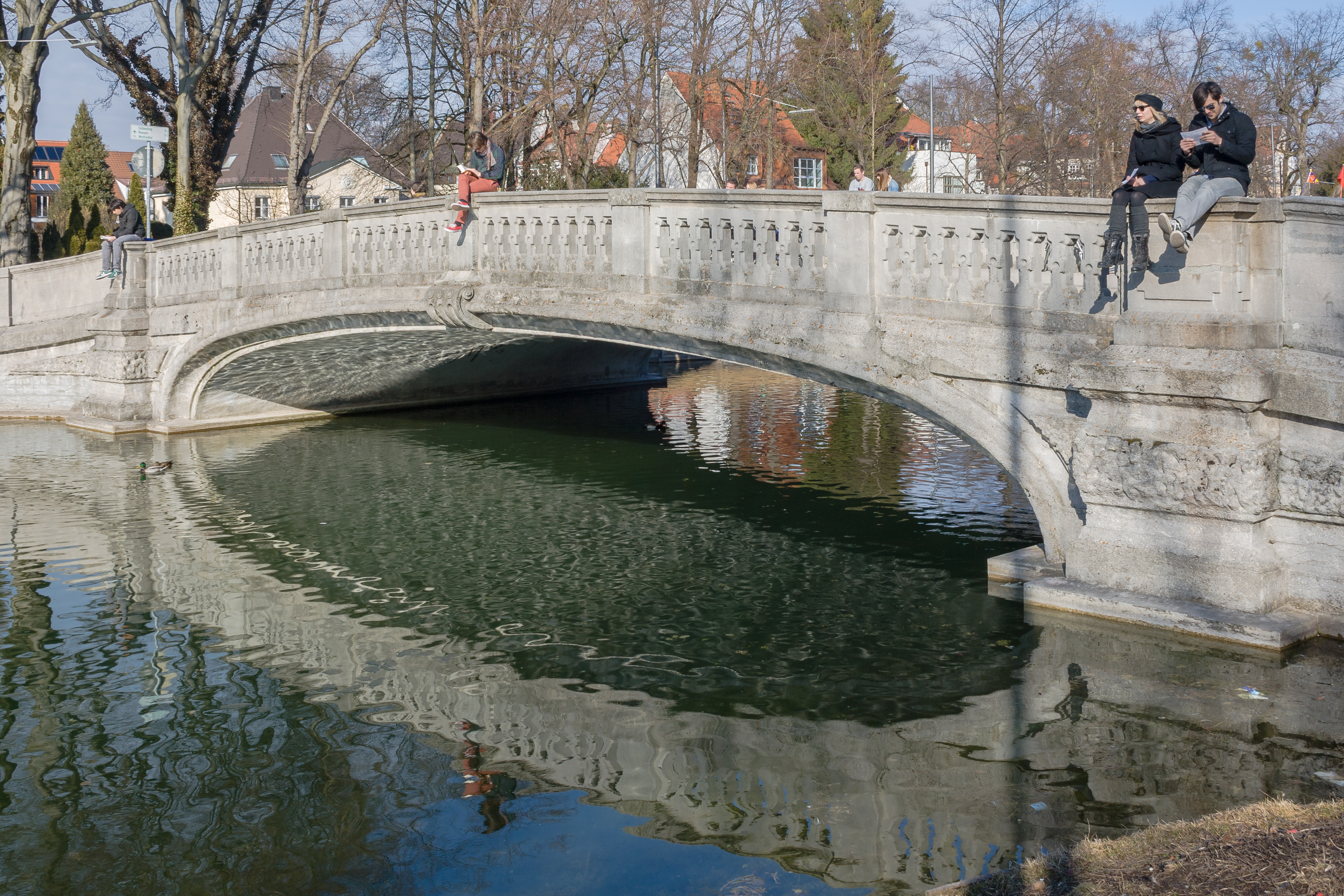
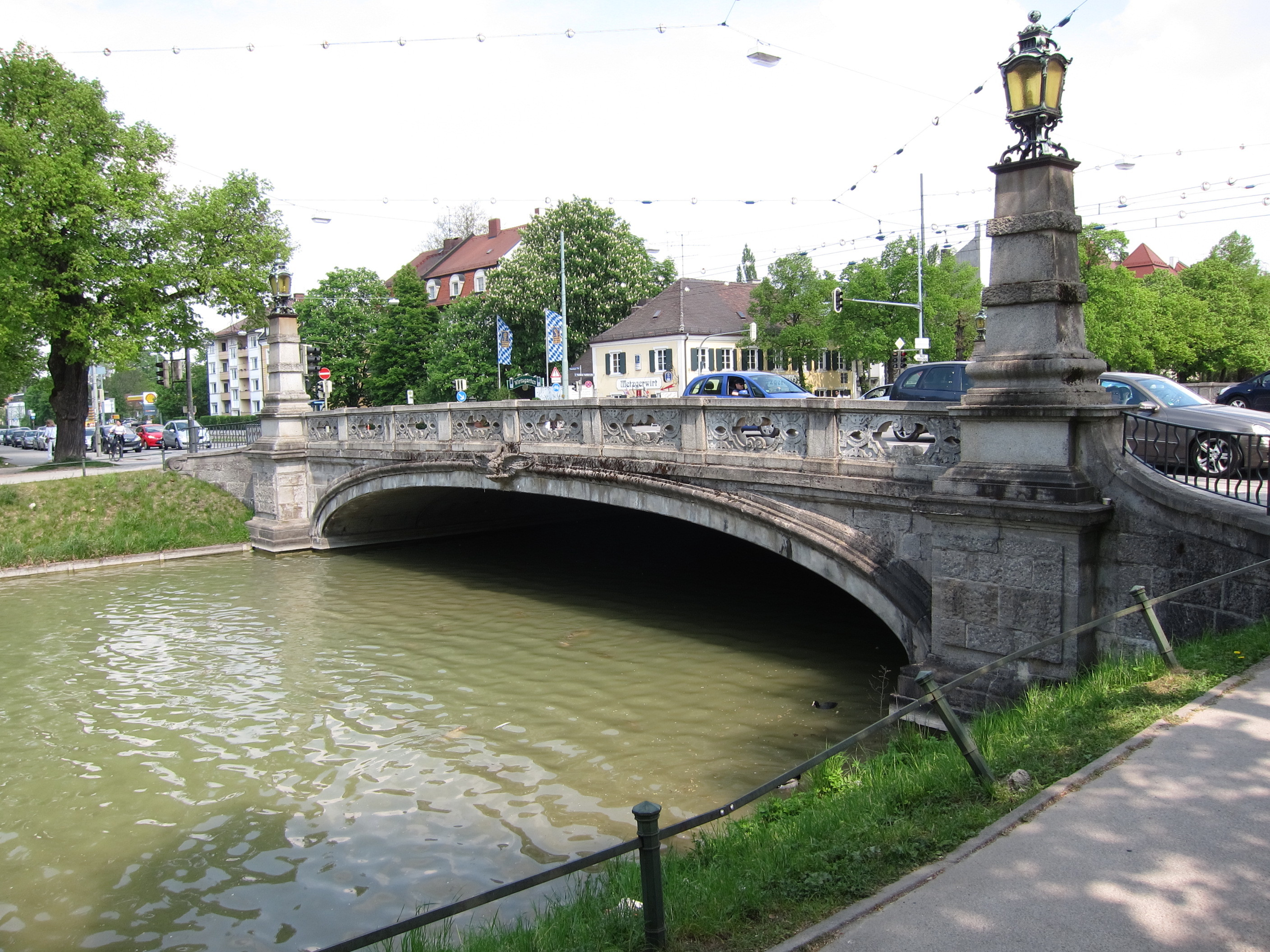
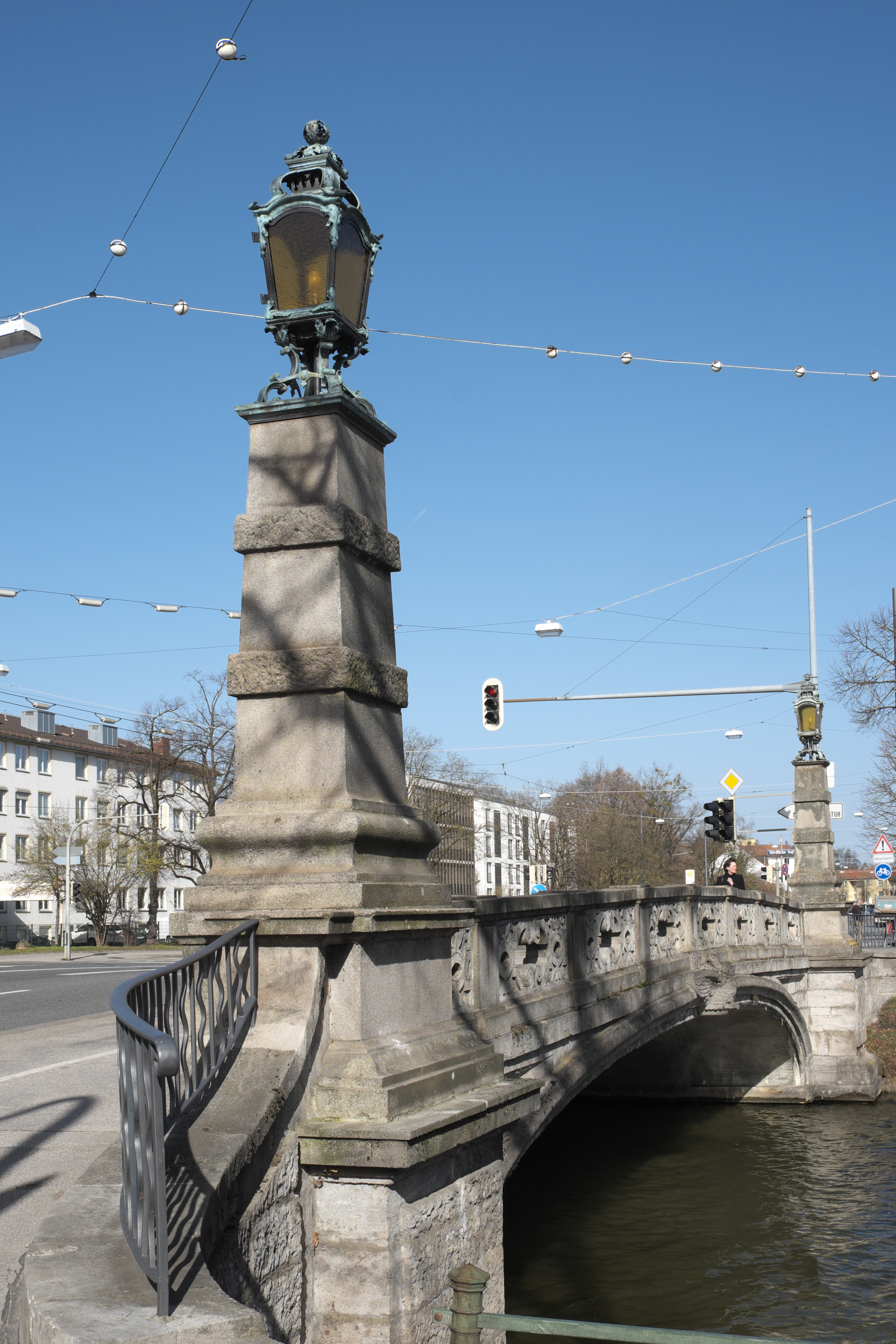
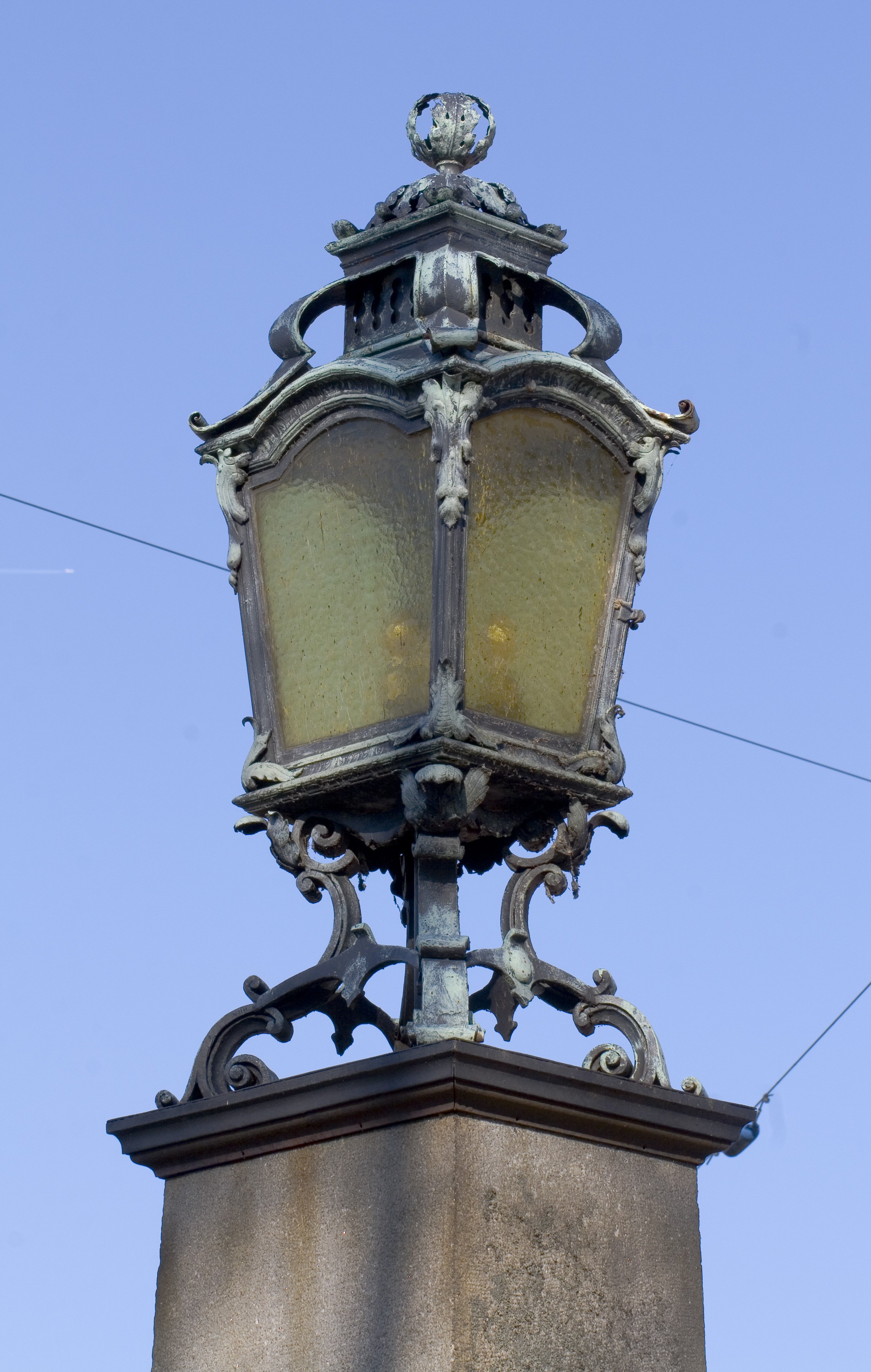

## Trafic
Le pont Ludwig Ferdinand est un pont routier important à Munich. Le pont comporte quatre voies avec tramway à double sens entre les voies, des voies dans les deux sens et des pistes cyclables, ainsi que des trottoirs des deux côtés. 